# غيلبرت فورد
غيلبرت فورد (14 سبتمبر 1931 في الولايات المتحدة - 10 يناير 2017 في الولايات المتحدة) (بالإنجليزية: Gilbert Ford)‏ هو لاعب كرة سلة أمريكي في مركز هجوم صغير الجسم. شارك في الألعاب الأولمبية الصيفية 1956. ولعب مع Texas Longhorns ‏.

## وصلات خارجية
- غيلبرت فورد على موقع الاتحاد الدولي لكرة السلة (الإنجليزية)
- غيلبرت فورد على موقع كلية كرة السلة في سبورتس رفرنس.كوم (الإنجليزية)
- غيلبرت فورد على موقع سبورتس رفرنس (الإنجليزية)
- غيلبرت فورد على موقع أوليمبيديا (الإنجليزية)